# Uncinia macrophylla
Uncinia macrophylla là loài thực vật có hoa trong họ Cói. Loài này được Steud. miêu tả khoa học đầu tiên năm 1855.